# Anatman
Anatman (skr. nie-ja, w języku pali anatta) – podstawowa doktryna buddyjska, według której nie istnieje nic takiego jak atman (dusza).

## Etymologia
Słowo anatman składa się z dwóch członów: an i atman. An jest przedrostkiem odnoszącym się do zaprzeczenia bądź negacji. Atman w językach dewanagari आत्म‍ oraz sanskrytu आत्मा oznacza duszę (dosłownie oddech). W terminologii buddyjskiej to również tożsamość „ja” o cechach pojedynczości, niezależności i niezmienności. Przy czym cechującą „ja”, bądź duszę, owa niezmienność może dotyczyć również pojęcia reinkarnacji (w odróżnieniu do pojęcia duszy używanego w chrześcijaństwie). Znaczenie dwóch członów można tłumaczyć jako brak atmana, brak duszy.

## Geneza
Pojęcie anatmana (w języku pali anatta) spotykane jest we wszystkich odmianach buddyzmu, aż do czasów obecnych. W szczególności źródłem stosowania terminu jest sutta palijska, relacjonująca nauczanie Buddy, o nazwie Anatta-lakkhana Sutta. Nauczanie Buddy przekazywano początkowo w ustnym przekazie, który dopiero potem spisano w suttach i dalej przekazywano w różnych tradycjach, aż do czasów obecnych, np. w tradycji theravada i w tybetańskim Kangjurze. Uniwersytecka „Historia Buddyzmu Theravada” opisuje:
„Budda początkowo wzbraniał się przed nauczaniem swojej nowej doktryny... Pierwsze nauczanie, znane było jako Dhammacakkappavattana Sutta, tudzież „Obrót Kołem Dharmy”... Następnie nauczał Środkowej Ścieżki Ośmiu Szlachetnych Prawd... Potem nauczał Czterech Szlachetnych Prawd... Po czym on również przekazał suttę Anattalakkhatasutta, w której wspomniał o podstawowej doktrynie swojej nowej religii (przypis 4: Mahavagga, I, 6; SN, III, p, 66.). Ona dotyczyła doktryny anatta”.

## Zastosowanie
Pojęcie anatmana (pali: anatta) w buddyzmie rozpatruje się w stosunku do nawykowej i błędnie przyjmowanej własnej tożsamości, własnego „ja”, czy własnego „bycia”, która jest źródłem cierpienia dukkha. „Tożsamość” owa cechowana jest jako pojedyncza, niezależna i niezmienna, pomimo że żadne z pięciu skupisk: forma materialna (pali: sanskryt rūpa), uczucia (pali: vedanā), percepcja (pali: saññā), formacje mentalne (pali: sankhāra), świadomość (pali: viññāna), nie są w żaden sposób pojedyncze, niezależne i niezmienne.
Doktryna anatta lub „nie-duszy” jest naturalnym rezultatem analizy pięciu skupisk i nauki o współzależności (pali: paticca-samuppāda; dwunastu ogniw współzależnego powstawania)... Nie ma niczego poza pięcioma skupiskami, co można odnaleźć jako atman, jaźń „ja” lub inną niezmiennie istniejącą istotę. Jeżeli usunie się niewiedzę, fundamentalne ogniwo spośród dwunastu ogniw współzależnego powstawania, realizując brak atmana (tłum. „duszy”) podlegającego jakiejkolwiek karmie i reinkarnacji, to nastąpi wyzwolenie od wszelkich uwarunkowanych stanów szczęśliwości i cierpień, inaczej zwane wyzwoleniem od dukkha. Taki pogląd prezentowany jest np. przez szkołę therawady.
W buddyzmie tybetańskim natomiast pojęcie anatmana opisują doktryny w tak zwanej hinajanie oraz doktryny mahajany w ramach poglądu siunjata. Doktryny hinajany pochodzą tu z dwóch wczesnych szkół buddyjskich: wajbaszika i sautrantika. Hinajana zwana jest również podejściem śrawaki. Według mahajany śrawaka to ideał wyzwolenia tylko dla samego siebie z samsary, w odróżnieniu od ideału bodhisattwy, który może osiągnąć Doskonałe Oświecenie, tj. trzy ciała Buddy, zarówno w nirwanie jak i w samsarze, będąc nadal pomocnym istotom w „Sześciu Światach”. Przy czym nie należy mylić tych doktryn hinajany z obecną theravadą.
Współcześnie theravadin Walpola Sri Rahula, profesor Historii i Religii z Northwestern University oraz rektor z Uniwersytetu Sri Jayewardenepura w Sri Lance, potwierdza obecność anatty we wszystkich odmianach buddyzmu od samego jego początku:
„Negacja niezniszczalnego atmana jest wspólną cechą dla systemów Mniejszego jak i Większego Pojazdu (tłum. hinajany i mahajany). Nie ma więc żadnego powodu przypuszczać, że buddyjska tradycja zgodna z tym punktem (tłum. negacją) jest odstępstwem od oryginalnego nauczania samego Buddy. To jest bardzo dziwne, że obecnie są próby kilku badaczy przemycania idei duszy (dosł. idei siebie; ang. idea of self) do nauk Buddy, całkiem sprzecznie z duchem buddyzmu”.
Można również usłyszeć, że celem buddyzmu jakoby jest zniszczenie „ja” lub „duszy”. Nie jest to prawdą po prostu dlatego, że nie ma żadnego „ja” które można by zniszczyć. W buddyzmie tak, jak i we współczesnej psychologii, „ja” rozumiane jest jako nieustannie zmieniający się konglomerat wrażeń, wspomnień, cech i predyspozycji; kontinuum ciała i umysłu. Budda nauczał, że kiedy człowiek dostrzeże, że idea trwałego, metafizycznego „ja” jest iluzją, przestanie cierpieć i zadawać cierpienie innym.